# AFC Cup 2013
De AFC Cup 2013 is de negende editie van dit voetbalbekertoernooi voor clubteams dat door de Asian Football Confederation (AFC) wordt georganiseerd.
De titelhouder Al-Kuwait prolongeerde zijn titel

## Kalender
Het programma van de competitie is als volgt.
| Fase          | Ronde        | Loting                                   | 1e wedstrijd        | 2e wedstrijd        |
| ------------- | ------------ | ---------------------------------------- | ------------------- | ------------------- |
| Kwalificatie  | Finale       | 6 december 2012 (Kuala Lumpur, Maleisië) | 9 februari 2013     | 9 februari 2013     |
| Groepsfase    | Speeldag 1   | 6 december 2012 (Kuala Lumpur, Maleisië) | 5–6 maart 2013      | 5–6 maart 2013      |
| Groepsfase    | Speeldag 2   | 6 december 2012 (Kuala Lumpur, Maleisië) | 12–13 maart 2013    | 12–13 maart 2013    |
| Groepsfase    | Speeldag 3   | 6 december 2012 (Kuala Lumpur, Maleisië) | 2–3 april 2013      | 2–3 april 2013      |
| Groepsfase    | Speeldag 4   | 6 december 2012 (Kuala Lumpur, Maleisië) | 9–10 april 2013     | 9–10 april 2013     |
| Groepsfase    | Speeldag 5   | 6 december 2012 (Kuala Lumpur, Maleisië) | 23–24 april 2013    | 23–24 april 2013    |
| Groepsfase    | Speeldag 6   | 6 december 2012 (Kuala Lumpur, Maleisië) | 30 april–1 mei 2013 | 30 april–1 mei 2013 |
| Knock-outfase | Laatste 16   | 6 december 2012 (Kuala Lumpur, Maleisië) | 14–15 mei 2013      | 14–15 mei 2013      |
| Knock-outfase | Kwartfinale  | 20 juni 2013 (Kuala Lumpur, Maleisië)    | 17 september 2013   | 24 september 2013   |
| Knock-outfase | Halve finale | 20 juni 2013 (Kuala Lumpur, Maleisië)    | 1 oktober 2013      | 22 oktober          |
| Knock-outfase | Finale       | 20 juni 2013 (Kuala Lumpur, Maleisië)    | 2 november 2013     | 2 november 2013     |

vanaf 2013 worden de wedstrijden in de laatste 16 over een wedstrijd gespeeld.

## Kwalificatie play-off
De loting voor de kwalificatie play-off vond plaats in Kuala Lumpur, Maleisië op 6 december 2012. De winnaar plaatste zich voor de Groepsfase.
|                             |                               |        |                                                                 |                                                                                                  |
| 9 februari 2013 14:00 UTC+3 | Al-Wahda                      | 3–5    | Al-Ahli Taizz                                                   | Prince Mohammed Stadium, Zarqa (Jordanië) Toeschouwers: 150 Scheidsrechter: Saeid Mozaffarizadeh |
| 9 februari 2013 14:00 UTC+3 | Kherbin 18', 90+1' Al Haj 86' | Report | Aref 7' Al Hubaishi 31' (pen.), 78' Mahdi 55' (pen.) Dongue 81' | Prince Mohammed Stadium, Zarqa (Jordanië) Toeschouwers: 150 Scheidsrechter: Saeid Mozaffarizadeh |

## Groepsfase
De loting voor de groepsfase vond plaats op 6 december 2012 in Kuala Lumpur, Maleisië.

### Groep A
| Team        | Pts | AW | G | G | V | DV | DT | DS  |
| ----------- | --- | -- | - | - | - | -- | -- | --- |
| Kuwait SC   | 12  | 6  | 4 | 0 | 2 | 15 | 6  | +9  |
| Al-Riffa    | 10  | 6  | 3 | 1 | 2 | 9  | 6  | +3  |
| Safa        | 10  | 6  | 3 | 1 | 2 | 7  | 8  | –1  |
| Regar-TadAZ | 2   | 6  | 0 | 2 | 4 | 5  | 16 | –11 |

### Groep B
| Team          | Pts | AW | G | G | V | DV | DT | DS  |
| ------------- | --- | -- | - | - | - | -- | -- | --- |
| Arbil         | 18  | 6  | 6 | 0 | 0 | 17 | 0  | +17 |
| Fanja         | 10  | 6  | 3 | 1 | 2 | 9  | 6  | +3  |
| Al-Ansar      | 7   | 6  | 2 | 1 | 3 | 7  | 9  | –2  |
| Al-Ahli Taizz | 0   | 6  | 0 | 0 | 6 | 2  | 20 | –18 |

### Groep C
| Team         | Pts | AW | G | G | V | DV | DT | DS |
| ------------ | --- | -- | - | - | - | -- | -- | -- |
| Al-Faisaly   | 13  | 6  | 4 | 1 | 1 | 9  | 5  | +4 |
| Dohuk        | 12  | 6  | 4 | 0 | 2 | 14 | 6  | +8 |
| Dhofar       | 10  | 6  | 3 | 1 | 2 | 8  | 12 | –4 |
| Al-Shaab Ibb | 0   | 6  | 0 | 0 | 6 | 3  | 11 | –8 |

### Groep D
| Team          | Pts | AW | G | G | V | DV | DT | DS  |
| ------------- | --- | -- | - | - | - | -- | -- | --- |
| Al-Qadsia     | 13  | 6  | 4 | 1 | 1 | 13 | 4  | +9  |
| Al-Shorta     | 12  | 6  | 4 | 0 | 2 | 8  | 5  | +3  |
| Al-Ramtha     | 10  | 6  | 3 | 1 | 2 | 10 | 7  | +3  |
| Ravshan Kulob | 0   | 6  | 0 | 0 | 6 | 2  | 17 | –15 |

### Groep E
| Team                   | Pts | AW | G | G | V | DV | DT | DS  |
| ---------------------- | --- | -- | - | - | - | -- | -- | --- |
| Semen Padang           | 16  | 6  | 5 | 1 | 0 | 15 | 6  | +9  |
| Kitchee                | 12  | 6  | 4 | 0 | 2 | 18 | 7  | +11 |
| Churchill Brothers     | 3   | 6  | 1 | 1 | 4 | 6  | 13 | –7  |
| Singapore Armed Forces | 3   | 6  | 1 | 0 | 5 | 4  | 17 | –13 |

### Groep F
| Team               | Pts | AW | G | G | V | DV | DT | DS  |
| ------------------ | --- | -- | - | - | - | -- | -- | --- |
| New Radiant        | 15  | 6  | 5 | 0 | 1 | 20 | 4  | +16 |
| Yangon United      | 15  | 6  | 5 | 0 | 1 | 18 | 5  | +13 |
| Sun Hei            | 4   | 6  | 1 | 1 | 4 | 12 | 12 | 0   |
| Persibo Bojonegoro | 1   | 6  | 0 | 1 | 5 | 5  | 34 | –29 |

### Groep G
| Team             | Pts | AW | G | G | V | DV | DT | DS |
| ---------------- | --- | -- | - | - | - | -- | -- | -- |
| Kelantan         | 13  | 6  | 4 | 1 | 1 | 14 | 9  | +5 |
| Ðà Nẵng          | 12  | 6  | 4 | 0 | 2 | 11 | 12 | –1 |
| Maziya           | 7   | 6  | 2 | 1 | 3 | 13 | 12 | +1 |
| Ayeyawady United | 3   | 6  | 1 | 0 | 5 | 9  | 14 | –5 |

### Groep H
| Team               | Pts | AW | G | G | V | DV | DT | DS |
| ------------------ | --- | -- | - | - | - | -- | -- | -- |
| East Bengal        | 14  | 6  | 4 | 2 | 0 | 13 | 6  | +7 |
| Selangor           | 8   | 6  | 2 | 2 | 2 | 12 | 11 | +1 |
| Xuân Thành Sài Gòn | 8   | 6  | 2 | 2 | 2 | 9  | 12 | –3 |
| Tampines Rovers    | 2   | 6  | 0 | 2 | 4 | 12 | 17 | –5 |

## Knock-outfase

### Achtste finale
De groepswinnaars kregen het thuisrecht toebedeeld. De wedstrijden werden op 14 en 15 mei gespeeld.
|              | Uitslag           |                    |
| ------------ | ----------------- | ------------------ |
| Al-Kuwait    | 1-1 nv 4-1 na pen | Duhok              |
| Al-Faisaly   | 3-1               | Bahrain Riffa Club |
| Arbil        | 3-4 n.v.          | Al-Shorta          |
| Al-Qadsia    | 4-0               | Fanja              |
| Semen Padang | 2-1               | SHB Đà Nẵng        |
| Kelantan     | 0-2               | Kitchee            |
| New Radiant  | 2-0 n.v           | Selangor           |
| East Bengal  | 5-1               | Yangon United      |

### Kwartfinale
De loting voor de kwartfinale vond plaats op 20 juni 2013 in Kuala Lumpur, Maleisië. De heenwedstrijden worden  gespeeld op 17 september, de terugwedstrijden op 24 september 2013.
| Team 1      | Tot.    | Team 2       | 1e wedstr. | 2e wedstr. |
| ----------- | ------- | ------------ | ---------- | ---------- |
| Al-Qadsia   | 2–2 (a) | Al-Shorta    | 0-0        | 2-2        |
| Kitchee     | 2–4     | Al-Faisaly   | 1-2        | 1-2        |
| New Radiant | 2–12    | Al-Kuwait    | 2-7        | 0-5        |
| East Bengal | 2–1     | Semen Padang | 1-0        | 1-1        |

### Halve finale
| Team 1    | Tot. | Team 2      | 1e wedstr. | 2e wedstr. |
| --------- | ---- | ----------- | ---------- | ---------- |
| Al-Qadsia | 3-1  | Al-Faisaly  | 2-1        | 1-0        |
| Al-Kuwait | 7-2  | East Bengal | 4-2        | 3-0        |

### Finale
|           | Uitslag |           |
| --------- | ------- | --------- |
| Al-Qadsia | 0-2     | Al-Kuwait |